# Ein spätes Mädchen
Ein spätes Mädchen ist ein deutsches Fernsehfilm-Drama von Hendrik Handloegten aus dem Jahr 2007.

## Handlung
Die Ballettlehrerin Henriette Sachs lebt einsam in ihrer riesigen Altbauwohnung in Wiesbaden. Im Bus fällt ihr ein stummer junger Mann auf, den sie zu sich einlädt. Nach seiner Übernachtung im Gästezimmer verfolgt sie ihn heimlich bis nach Frankfurt, wo er in der Rotlichtszene eine Freundin namens Minou trifft. Als er wieder in ihrer Wohnung auftaucht, bietet sie ihm an, mit ihr Sex zu haben. Als er sich abwendet, schlägt sie ihn mit einem großen Buch bewusstlos. In Frankfurt kann Henriette das Mädchen Minou ausfindig machen, sie bietet eine größere Summe an, wenn sie ihm zeigt, dass sie ihn liebt. Doch Minou verlässt nach einer Schimpftirade das Taxi. Alleingelassen reist Henriette nach Wien, um ihren großen Schwarm, den Komponisten Altmann, zu treffen. Doch jener erscheint nicht am Fenster seiner Wohnung und Henriette läuft alleine davon.

## Ausstrahlung in Deutschland
Die deutsche Free-TV Premiere erfolgte am 24. Oktober 2007 zur Primetime auf Sat.1. Den Film verfolgten insgesamt 3,40 Millionen Zuschauer.

## Kritik
TV Spielfilm  fand den Film „großartig“, gibt den Daumen nach oben und urteilte: „Grandios gespieltes, skurriles Kammerspiel“.